# Papyrus 16
Papyrus 16 (nach Gregory-Aland mit Sigel {\displaystyle {\mathfrak {P}}}16 bezeichnet) ist eine frühe griechische Abschrift des Neuen Testaments. Dieses Papyrusmanuskript des Philipperbriefes enthält nur die Verse 3,10-17; 4,2-8. Mittels Paläographie wurde es auf das späte 3. Jahrhundert datiert.
Grenfell und Hunt vermuteten, dass {\displaystyle {\mathfrak {P}}}15 und {\displaystyle {\mathfrak {P}}}16 Teile desselben Manuskriptes sind. Beide Handschriften haben die gleiche Form der Buchstaben, Zeilenabstand und Punktuation.
Der griechische Text dieses Kodex repräsentiert den Alexandrinischen Texttyp (oder eher proto-Alexandrinisch). Aland ordnete ihn in Kategorie I ein. Das Manuskript hat große Übereinstimmung mit dem Codex Sinaiticus und dem Codex Vaticanus.
Das Manuskript wird zurzeit im Ägyptischen Museum unter der Signatur JE 47424 in Kairo aufbewahrt.